# Nikola Jovanović (Basketballspieler)
Nikola Jovanović (* 2. Oktober 1982) ist ein ehemaliger deutscher Basketballspieler.

## Laufbahn
Jovanović, dessen Eltern aus Montenegro nach Deutschland auswanderten, nahm 1997 die deutsche Staatsbürgerschaft an. Er spielte im Nachwuchsbereich des ETB Schwarz-Weiß Essen und im Herrenbereich ab 2001 in Essens Mannschaft in der 2. Basketball-Bundesliga. Der 1,97 Meter große Flügelspieler, dessen Stärke der Dreipunktewurf war, wurde im Oktober 2004 Mannschaftskapitän, er stieg mit Essen 2006 in die Regionalliga ab, wechselte im Sommer 2006 zu den Düsseldorf Magics und blieb somit in der 2. Bundesliga.
Im Februar 2007 verließ er Düsseldorf und wurde vom Ligakonkurrenten Cuxhaven BasCats verpflichtet. Er stieg in Cuxhaven zum Mannschaftskapitän auf und wurde mit den Niedersachsen im Spieljahr 2007/08 Vizemeister der 2. Bundesliga ProA. In der Sommerpause 2009 ging Jovanović von Cuxhaven zum ETB Schwarz-Weiß Essen zurück. Dort spielte er in der Saison 2009/10 in der 2. Bundesliga ProA und später bei der DJK Adler Union Essen-Frintrop in der 1. Regionalliga.